# Cordell Hull
Cordell Hull (Olympus, 2 ottobre 1871 – Bethesda, 23 luglio 1955) è stato un politico statunitense, Segretario di Stato sotto la presidenza Roosevelt e Premio Nobel per la pace nel 1945.

## Biografia
Terzo di cinque figli, nacque in un piccolo paese del Tennessee, da William ed Elizabeth Riley, contadini e proprietari terrieri. Hull fu l'unico tra i fratelli a disinteressarsi del lavoro dei campi e ad appassionarsi allo studio, laureandosi in legge nel 1891 all'Università di Lebanon. Conclusi gli studi, si avvicinò alla politica: dal 1893 al 1897 fece parte della Camera dei Rappresentanti del Tennessee. Abbandonato temporaneamente l'impegno sociale si arruolò nell'Esercito col grado di capitano nella guerra ispano-americana del 1898.
Rientrato in patria, nel 1903 venne nominato giudice, carica che mantenne fino al 1907, anno in cui venne eletto alla Camera dei Rappresentanti degli Stati Uniti per lo Stato del Tennessee ove rimase ininterrottamente fino al 1931. Dal 1931 al 1937 venne eletto al Senato degli Stati Uniti, e il 4 marzo 1933 fu chiamato da Franklin D. Roosevelt a ricoprire la carica di Segretario di Stato, che mantenne fino al 30 novembre 1944. Hull fu incaricato da Roosevelt di guidare la delegazione statunitense alla Conferenza economica di Londra nel 1933. Il 26 dicembre dello stesso anno affiancò il Presidente nella stipulazione della Convenzione di Montevideo, trattato sottoscritto per dichiarare la neutralità di intervento degli Stati Uniti nella vita politica degli stati confinanti.
Dal 1936 lo sforzo principale di Hull fu rivolto a consolidare il sistema difensivo del suo paese, incrementando i rapporti diplomatici con i paesi alleati, nella prospettiva futura di un possibile conflitto su scala mondiale. Dal 1937 al 1943 ebbe quale Sottosegretario di Stato Sumner Welles. Tra i due non vi fu mai simpatia e poco a poco si formarono, all'interno del Dipartimento di Stato, due fazioni: una pro Hull ed un'altra pro Welles. Hull si sbarazzò di Welles grazie ad uno scandalo che coinvolse il sottosegretario, i cui connotati precisi non sono mai stati ben chiari.
Allo scoppio della seconda guerra mondiale il ruolo del Segretario di Stato fu di fondamentale rilevanza nella ricerca della cooperazione, sviluppando l'idea di base che trovò la sua realizzazione al termine del conflitto con la nascita delle Nazioni Unite. Durante la terza Conferenza di Mosca, svoltasi nella capitale sovietica dal 18 ottobre all'11 novembre 1943, stilò insieme ai colleghi Anthony Eden e Vjačeslav Molotov il primo elenco degli uomini politici nazifascisti che avrebbero dovuto essere processati in caso di vittoria degli Alleati.
Il 18 maggio 1944 propose a Roosevelt l'apertura dei porti statunitensi e l'istituzione di porti franchi per dare asilo temporaneo agli ebrei europei. I rifugiati di guerra erano assistiti dal War Refugee Board, per trovare dimora all'interno dei porti franchi. Queste aree erano pensate come zone franche extraterritoriali ed un esempio di città-rifugio, da esportarsi anche in altri Paesi del continente. La risposta del Presidente e del Congresso fu l'apertura di un Emergency Refugee Shelter a Fort Ontario (Oswegon, New York).
Hull si dimise dall'incarico di segretario di Stato nel novembre 1944 per problemi di salute: Roosevelt, nel momento del commiato, lo definì "l'unica persona in tutto il mondo che ha fatto più del suo dovere per rendere questo grande piano per la pace [le Nazioni Unite], un fatto concreto". Nel 1945 gli venne assegnato il Premio Nobel per la Pace "in riconoscimento dei suoi sforzi per la pace e la comprensione dell'emisfero occidentale, i suoi accordi commerciali e il suo lavoro per fondare le Nazioni Unite". Hull è stato il segretario di Stato più longevo della storia americana: durò 11 anni e nove mesi. Morì a Washington dopo una lunga lotta contro la sarcoidosi remittente-recidivante (spesso confusa con la tubercolosi) e venne sepolto nella cripta della Cappella di S. Giuseppe di Arimatea nella Cattedrale Nazionale di Washington.